# Yuqian

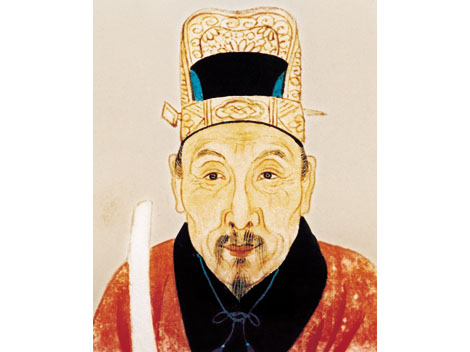
Darstellung des Yuqian

Yuqian (* 1793; † 1841) war ein mongolischer Adliger und hoher Beamter zur Zeit der Qing-Dynastie im Kaiserreich China. Durch Abkunft und Ausbildung stieg er rasch in den Rang eines Provinzgouverneurs auf. Während des Ersten Opiumkriegs war er zeitweise für die Verteidigung der ostchinesischen Küste zuständig. Nach der Niederlage in der Schlacht von Zhenhai starb Yuqian nach einem gescheiterten Suizidversuch.

## Herkunft und Werdegang
Yuqian gehörte als Abkömmling des mongolischen Borjigin-Clans zur Elite des Qing-Staates. Sein Urgroßvater und Großvater hatten sich bei der Eroberung Xinjiangs militärischen Ruhm erworben. Sowohl sein Großvater und Vater bekleideten auch zivile Ämter innerhalb der kaiserlichen Bürokratie.
1817 begann er eine Tätigkeit an der prestigeträchtigen Hanlin-Akademie. Ab 1823 war er am Ritenministerium beschäftigt. Ab 1827 übernahm er Ämter in der Provinz. So diente er als Präfekt von Jingzhou und später Wuchang in der Provinz Hunan. 1834 wurde er Daotai und Richter in der Provinz Jiangsu. 1839 wurde er in selbiger Provinz zum stellvertretenden Gouverneur ernannt. Er übernahm 1840 das Gouverneursamt von Jiangsu nach dem Tod seines Vorgängers.

## Erster Opiumkrieg
Nach einer Reihe von Niederlagen suchte der Kaiser durch Änderung des mit dem Krieg befassten Spitzenpersonals den Kriegsverlauf positiv zu begünstigen. Als Kritiker des Gouverneurs von Zhili Qishan wurde Yuqian 1840 zum Kaiserlichen Kommissar für die Verteidigung der ostchinesischen Küste ernannt. Er sah die bisherigen Niederlagen in persönlichen Fehlleistungen seiner Vorgänger begründet und versuchte die Moral der Soldaten durch Kompromisslosigkeit und Siegesgewßheit zu steigern. Allerdings stellte er auch in wahrheitswidrigen Depeschen an den Kaiser seine eigenen militärischen Leistungen größer dar als sie waren.
Im Oktober 1841 erlitten seine Truppen bei der Schlacht von Zhenhai eine schwere Niederlage. Yuqian floh vom Schlachtfeld und versuchte Selbstmord zu begehen. Er wurde jedoch von seinen Gefolgsleuten davon abgehalten. Allerdings starb er, nachdem diese ihn in Sicherheit gebracht hatten. Yuqian wurde nach dem Krieg in China analog zu Lin Zexu zu einem patriotischen Helden aufgebaut. Der Kaiser Daoguang selbst äußerte sich angesichts seines versuchten Freitods wohlwollend und versprach Yuqian nach dem Krieg einen Tempel zu errichten.